# Clasificación para la Copa Asiática Femenina de la AFC de 2022
La Clasificación para la Copa Asiática Femenina de la AFC de 2022 se disputó entre 17 de septiembre y el 24 de octubre de 2021 y tuvo como objetivo clasificar a ocho selecciones para la Copa Asiática Femenina de la AFC de 2022. Australia, China y Japón se clasificaron automáticamente, al igual que India, organizador del torneo.
Fue disputada en cinco países, Baréin, Kirguistán, Palestina, Tayikistán y Uzbekistán, finalmente veinticuatro países disputaron la eliminatoria.

## Formato
La competencia dividió a las veinticuatro selecciones en ocho grupos. El equipo ganador de cada grupo clasificó a la Copa Asiática Femenina de la AFC de 2022.

## Grupos

### Grupo A
| Equipos      | Pts.     | PJ       | PG       | PE       | PP       | GF       | GC       | Dif.     |
| ------------ | -------- | -------- | -------- | -------- | -------- | -------- | -------- | -------- |
| China Taipéi | 6        | 2        | 2        | 0        | 0        | 6        | 0        | +6       |
| Baréin       | 1        | 2        | 0        | 1        | 1        | 0        | 2        | -2       |
| Laos         | 1        | 2        | 0        | 1        | 1        | 0        | 4        | -4       |
| Turkmenistán | Retirada | Retirada | Retirada | Retirada | Retirada | Retirada | Retirada | Retirada |

### Grupo B
| Equipos    | Pts.     | PJ       | PG       | PE       | PP       | GF       | GC       | Dif.     |
| ---------- | -------- | -------- | -------- | -------- | -------- | -------- | -------- | -------- |
| Vietnam    | 6        | 2        | 2        | 0        | 0        | 23       | 0        | +23      |
| Tayikistán | 3        | 2        | 1        | 0        | 1        | 4        | 7        | -3       |
| Maldivas   | 0        | 2        | 0        | 0        | 2        | 0        | 20       | -20      |
| Afganistán | Retirada | Retirada | Retirada | Retirada | Retirada | Retirada | Retirada | Retirada |

### Grupo C
| Equipos         | Pts.     | PJ       | PG       | PE       | PP       | GF       | GC       | Dif.     |
| --------------- | -------- | -------- | -------- | -------- | -------- | -------- | -------- | -------- |
| Indonesia       | 6        | 2        | 2        | 0        | 0        | 2        | 0        | +2       |
| Singapur        | 0        | 2        | 0        | 0        | 2        | 0        | 2        | -2       |
| Corea del Norte | Retirada | Retirada | Retirada | Retirada | Retirada | Retirada | Retirada | Retirada |
| Irak            | Retirada | Retirada | Retirada | Retirada | Retirada | Retirada | Retirada | Retirada |

### Grupo D
| Equipos                | Pts. | PJ | PG | PE | PP | GF | GC | Dif. |
| ---------------------- | ---- | -- | -- | -- | -- | -- | -- | ---- |
| Birmania               | 9    | 3  | 3  | 0  | 0  | 9  | 0  | +9   |
| Líbano                 | 6    | 3  | 2  | 0  | 1  | 4  | 4  | 0    |
| Emiratos Árabes Unidos | 3    | 3  | 1  | 0  | 2  | 2  | 4  | -2   |
| Guam                   | 0    | 3  | 0  | 0  | 3  | 1  | 13 | -12  |

### Grupo E
| Equipos       | Pts. | PJ | PG | PE | PP | GF | GC | Dif. |
| ------------- | ---- | -- | -- | -- | -- | -- | -- | ---- |
| Corea del Sur | 6    | 2  | 2  | 0  | 0  | 16 | 0  | +16  |
| Uzbekistán    | 3    | 2  | 1  | 0  | 1  | 12 | 4  | +8   |
| Mongolia      | 0    | 2  | 0  | 0  | 2  | 0  | 24 | -24  |

### Grupo F
| Equipos   | Pts. | PJ | PG | PE | PP | GF | GC | Dif. |
| --------- | ---- | -- | -- | -- | -- | -- | -- | ---- |
| Filipinas | 6    | 2  | 2  | 0  | 0  | 4  | 2  | +2   |
| Hong Kong | 1    | 2  | 0  | 1  | 1  | 1  | 2  | -1   |
| Nepal     | 1    | 2  | 0  | 1  | 1  | 1  | 2  | -1   |

### Grupo G
| Equipos   | Pts. | PJ | PG | PE | PP | GF | GC | Dif. |
| --------- | ---- | -- | -- | -- | -- | -- | -- | ---- |
| Irán      | 4    | 2  | 1  | 1  | 0  | 5  | 0  | +5   |
| Jordania  | 4    | 2  | 1  | 1  | 0  | 5  | 0  | +5   |
| Bangladés | 0    | 2  | 0  | 0  | 2  | 0  | 10 | -10  |

### Grupo H
| Equipos   | Pts. | PJ | PG | PE | PP | GF | GC | Dif. |
| --------- | ---- | -- | -- | -- | -- | -- | -- | ---- |
| Tailandia | 6    | 2  | 2  | 0  | 0  | 11 | 0  | +11  |
| Malasia   | 3    | 2  | 1  | 0  | 1  | 2  | 4  | -2   |
| Palestina | 0    | 2  | 0  | 0  | 2  | 0  | 9  | -9   |

## Clasificados
| Bandera de China Taipéi | Bandera de Vietnam   | Bandera de Indonesia | Bandera de Birmania   | Bandera de Corea del Sur | Bandera de Filipinas  | Bandera de Irán       | Bandera de Tailandia  |
| China Taipéi            | Vietnam              | Indonesia            | Birmania              | Corea del Sur            | Filipinas             | Irán                  | Tailandia             |
| Clasificado: 24/10/21   | Clasificado: 29/9/21 | Clasificado: 27/9/21 | Clasificado: 24/10/21 | Clasificado: 23/9/21     | Clasificado: 24/10/21 | Clasificado: 25/10/21 | Clasificado: 25/10/21 |